# Willi Rickmer Rickmers
Willi Rickmer Rickmers (Bremerhaven, 1º maggio 1873 – Monaco di Baviera, 15 giugno 1965) è stato un esploratore, naturalista e alpinista tedesco, riuscì a portare a termine numerose e importanti scalate in vetta nelle Alpi orientali e occidentali, nella Spagna, nel Caucaso e nel Pamir. Fu un filosofo, scrittore, capo spedizione, esploratore asiatico e intraprese 11 spedizioni di ricerca.

## Biografia
Nacque nella Villa Nizza a Lehe un quartiere di Bremerhaven ove frequentò la scuola commerciale. Completò l'apprendistato nell'azienda di famiglia dal 1891 al 1893. Nel 1893 Rickmers studiò zoologia, botanica e geologia all'Università di Vienna e divenne membro della sezione Associazione Accademica Alpina di Monaco di Baviera. Nel 1894 scalò il monte Ararat (Altipiani armeni) con la sua guida Posharski. Conobbe per la prima volta il Turkestan durante i suoi viaggi a Samarcanda e Bukhara nel 1894 e nel 1895. Nel suo terzo e quarto viaggio, nel 1896 e nel 1898, si addentrò nelle montagne a est di Bukhara e, passando per Dushanbe, Baldzhuan e Khovaling, raggiunse l'alta valle di Yaksu in Tagikistan. Qui iniziò a estrarre oro finché un editto dello zar non proibì agli stranieri la pratica. Un'altra spedizione importante fu il primo viaggio nel Caucaso nel 1903. Furono scalate numerose vette, tra cui la cima meridionale dell'Ushba (4 737 m) il 26 luglio 1903 da Adolf Schulze, Robert Helbling, Federico Reichert, Anton Weber e Oscar Schuster. Una partecipante di spicco a questa spedizione fu Cenzi von Ficker, una delle pioniere dell'alpinismo femminile che insieme a Willi Rickmers, a suo fratello e ad Adolf Schulze, prese parte al primo tentativo di scalata della cima sud dell'Ushba, che all'epoca era considerata la montagna più difficile del mondo. In occasione di questa spedizione, Willi Rickmers divenne membro del Club Accademico Alpino di Zurigo.
Il suo viaggio del 1906 con la moglie britannica Mabel, alpinista e orientalista di professione, lo portò nelle profondità dei Monti Fan nel Tagikistan e sul ghiacciaio Zerafshan, da cui diede un contributo significativo alla ricerca glaciale. Il viaggio lo portò anche a Kala-i Khumb, molto vicino alla sua meta a lungo accarezzata, il Pamir.
Nel 1908 lavorò presso il Ministero del lavoro austriaco nel settore del turismo. Nel 1909 gli fu commissionato un viaggio nelle regioni federali del Tirolo e del Vorarlberg per visionare tecnicamente gli sport invernali. Nello stesso anno, Willi Rickmer Rickmers seguì la chiamata dell'alpinista Reisch a Kitzbühel. Qui, riuscì a espandere la colonia sciistica e, entro il 1909, formò oltre 1.000 persone allo sci. Nel 1908 divenne membro onorario dello Sci Club di Kitzbühel (KSC). Nel 1913 guidò la prima spedizione nel Pamir del Club Alpino Tedesco e Austriaco con il compito di esplorare le montagne e i passi sui pendii meridionali della valle del Garm, la valle del Khingob e il ghiacciaio del Garmo, nonché i passi montani che portano a Vanch e Muksu. Durante questa spedizione scattò la prima fotografia del picco Ismoil Somoni. La spedizione effettuò i primi rilievi fotogrammetrici precisi di una parte del Pamir nord occidentale, nelle montagne della parte orientale di Bukhara. Oltre a una mappa panoramica con curve di livello, creò anche una mappa dell'altopiano di Tuptschek. Nel 1914 riferì ampiamente di questa spedizione sulla rivista del Deutscher und Österreichischer Alpenverein. Rickmers prese parte alla prima guerra mondiale e si stabilì a Monaco di Baviera nel 1918. Qui ha lavorò come traduttore di libri di montagna e a resoconti di spedizioni in lingua inglese. Nel 1928, l'Associazione di emergenza della scienza tedesca di Berlino e l'Accademia russa delle scienze di Leningrado, con il supporto del Deutscher und Österreichischer Alpenverein, sponsorizzarono la spedizione tedesco-sovietica Alai Pamir sotto la guida congiunta di Willi Rickmers e Nikolai Petrovich Gorbunov. I compiti furono divisi tra tedeschi e russi. Quest'ultimi si occuparono della mineralogia, della petrografia e del lavoro geodetico-astronomico, di importanza strategica, ai tedeschi rimasero lo studio della geologia, la topografia, la cartografia, la glaciologia e la linguistica. Il compito principale della spedizione fu l'esplorazione e la mappatura del centro inesplorato della regione del Pamir, allora noto come Sel Tau. Riuscirono a determinare per la prima volta la lunghezza del ghiacciaio Fedchenko, confermando così che si trattava del ghiacciaio montano più lungo del mondo. La spedizione avanzò dalla valle dell'Alai fino alla vetta più alta della Russia, il Picco Ibn Sina, alto 7 134 m, precedentemente chiamato Pik Kaufmann. I tre alpinisti tedeschi Karl Wien, Eugen Allwein ed Erwin Schneider furono i primi a scalare il Picco Ibn Sina che con i suoi 7 132 metri, era la vetta più alta mai scalata dall'uomo sulla Terra fino a quel momento. 
Quando nel 1921 gli alpinisti ebrei vennero esclusi dai club alpini, egli oppose una strenua resistenza. Lasciò la sua collezione di tappeti di Bukhara al Museo etnologico di Berlino. Nel 1901 donò la sua biblioteca alpina privata, contenente oltre 5 000 volumi, la maggior parte dei quali di valore, al Comitato centrale del Club alpino tedesco e austriaco (DuOeAV) come base per una biblioteca ancora da fondare, con sede a Monaco di Baviera.
Durante la seconda guerra mondiale, Rickmers lavorò presso l'Istituto Sven Hedin di studi asiatici che in realtà era una succursale dell'Associazione tedesca per la ricerca sul patrimonio ancestrale (Ahnenerbe) delle SS, un ente para-nazista, con lo scopo di finanziare ricerche sulle origini della razza ariana e sulla storia della cultura germanica.

## Carriera alpinistica
All'età di diciassette anni Rickmers iniziò a scalare vette di tremila e quattromila metri in Svizzera, dove studiava. Oltre ad essere un alpinista era uno sciatore molto esperto. Nel 1893 aderì al Club Alpino Accademico di Vienna e strinse amicizia con grandi alpinisti come Hans Lorenz, Robert Hans Schmitt, Viktor Wessely, Heinrich Hess e Ludwig Norman-Neruda. Insieme alla famosa guida alpina Peter Dangel visitò le vette delle Alpi Venoste e dell'Ortles. Nelle Dolomiti si arrampicò seguendo le corde delle guide alpine Sepp Innerkofler, Zagonel e Tavernaro. 
- 1890 Salita all' Oldenhorn (Becca d'Audon), 3 123 m, (Alpi di Vaud, Svizzera);
- 1890 Salita al Wildstrubel, 3 243 m, (Alpi Bernesi);
- 1891 Salita al Dents du Midi, 3 257 m, (Prealpi savoiarde, Vallese);
- 1891 Salita al Col Durand, 3 451 m, (Alpi vallesane);
- 1892 Salita al Monte Rosa, 4 634 m, (Alpi vallesane);
- 1893 Salita al Wildspitze, 3 772 m, (Alpi dell'Ötztal);
- 1893 Primo tentativo al Bärenkopf-cresta nord, 2 938 m, (Ortles);
- 1893 Primo tentativo al Vertainspitze-cresta nordovest, II, 3 544 m, (Montagne del Laser, Gruppo dell'Ortles);
- 1893 Prima salita al Campanile di Castrozza (Pala, Dolomiti);
- 1893 Partecipò alla spedizione nel Caucaso;
- 1894 Salita all'Oberaarhorn, 3 629 m, (Alpi Bernesi);
- 1894 Salita all'Ararat, 5 137 m, (Turchia-Iran) con Boris Keiser (Russia);
- 1893 Salita al Weißkugel, 3 738 m, (Alpi Venoste);
- 1893 Salita al Similaun, 3 606 m, (Alpi Venoste);
- 1894 Spedizione a Samarcanda e Bukhara (Turkestan); *1894 Partecipò alle spedizioni nel Caucaso e in Armenia;
- 1895 Salita al versante del picco sud dell'Ushba, 4 737 m, (Caucaso);
- 1896 Prima spedizione sulle montagne del Bukhara orientale (oggi Tagikistan);
- 1898 Seconda spedizione sulle montagne del Bukhara orientale (oggi Tagikistan);
- 1899 Salita al Wellenkuppe, 3 903 m, (Alpi vallesane);
- 1899 Salita al Rimpfischhorn, 4 199 m, (Alpi vallesane);
- 1899 Salita all'Untergabelhorn, 3 391 m, (Alpi vallesane);
- 1899 Salita al Walliser Breithorn, 4 164 m, (Alpi vallesane);
- 1899 Salita al Monte Rosa, 4 634 m, (Alpi vallesane);
- 1900 Partecipante alla spedizione nel Caucaso;
- 1900 Salita allo Zalmag, ca. 4 000 m, (Caucaso);
- 1903 Salita invernale (sci), Cima di Rosso, 3 366 m, (Brega);
- 1903 Salita invernale (sci) al Monte Sissone, 3 330 m, (Brega);
- 1903 Capo di una spedizione all'Ushba e Elbrus, (Caucaso);
- 1906 Spedizione esplorativa ai Monti Fan;
- 1906 Salita al Picco Ibn Sina o Grande Achik Tash (ex Picco Lenin), 7 134 m, (Monti del Pamir, Kirghizistan);
- 1913 Capo della prima spedizione del Pamir del Club Alpino Tedesco e Austriaco, (Monti del Pamir, Turkestan occidentale)[5];
- 1925 Partecipante alla spedizione dei Monti Cantabrici, (Spagna settentrionale);
- 1928 Capo della spedizione tedesco-russa Alai-Pamir, (Turkestan); salita all'Ortler, 3 902 m, (Alpi dell'Ortles); al Königspitze, 3 851 m, (Alpi dell'Ortles); al Graue Wand, 2 816 m, (Gruppo del Venediger); al Finalspitze, 3 514 m, (Alpi Venete); al Taufkarkogel, 3 367 m, (Alpi Venete); al Grosser Ramolkogel, 3 549 m, (Alpi Ötztal); al Kleine Zinne, 2 857 m, (Dolomiti di Sesto); alla Pala di San Martino, 2 987 m, (Pala, Dolomiti); al Campanile Val di Roda II, 2 516 m, (cresta Val di Roda, Pala, Dolomiti); alle Torri del Vajolett-Torre Winkler, 2 800 m, (Torre del Vajolett, Catinaccio)[3][4].

## Scritti
- Ahimè! Ahimè! Attività ed esperienze della spedizione tedesco-russa dell'Alai Pamir, Casa editrice Brockhaus, Lipsia 1930.
- Il pellegrinaggio al vero Giacobbe. Escursioni in montagna in Cantabria, Casa editrice Brockhaus, Lipsia 1926.
- Gli Ushba nel Caucaso, ristampa separata dalla rivista del Club Alpino Tedesco e Austriaco, anno 1898, vol. XXIX.
- Spedizione Alai (Pamir) 1928 (Rapporti preliminari dei partecipanti tedeschi). Dagli studi dell'Associazione di Emergenza della Scienza Tedesca (Fondazione Tedesca per la Ricerca), numero 10, K. Siegesmund Verlag, Berlino 1929.
- Il Duab del Turkestan, Cambridge United Press, 1913, openlibrary.org Testo completo (inglese).